# Daniel Higgins
Daniel Higgins (* 8. April 1998) ist ein schottischer Fußballspieler, der bei den Cove Rangers unter Vertrag steht.

## Karriere

### Verein
Daniel Higgins spielte von 2015 bis 2017 in der Jugend von Celtic Glasgow. Von den A-Junioren des Vereins wechselte er 2017 zum FC Dundee. An seinem Neunzehnten Geburtstag gab er sein Profidebüt in der Scottish Premiership gegen Heart of Midlothian. Zur neuen Saison wechselte er zum FC Kilmarnock. Nachdem er in der ersten Halbserie der Saison 2017/18 nicht zum Einsatz gekommen war, wurde Higgins an den Drittligisten Airdrieonians FC verliehen.

### Nationalmannschaft
Daniel Higgins spielte zwischen den Jahren 2013 und 2015 für die Schottischen Juniorenauswahlen der U-15, U-16 und U-17.